# مارسلو پلیتچ
مارسلو پلیتچ (به پرتغالی: Marcelo José Pletsch) مدافع اهل برزیل است که در شهر Toledo و در تاریخ ۱۳ مهٔ ۱۹۷۶ به دنیا آمده‌است.
مارسلو پلیتچ در تیم‌های فوتبال Ceará سابقهٔ حضور دارد.